# Черсак волосистий
Черсак волосистий (Dipsacus pilosus) — вид рослин з родини жимолостевих (Caprifoliaceae); поширений у Європі та західній Азії.

## Опис
Дворічна рослина 50–150 см заввишки. Стеблові листки в контурі еліптичні, верхні часто з 2 бічними невеликими лопатями. Головки1 1.5 см в діаметрі, при плодах 3.5 см.

## Поширення
Поширений у Європі та західній Азії (Азербайджан, Вірменія, Грузія, Туреччина, Іран).
В Україні вид зростає в тінистих місцях на лісових узліссях — у Карпатах, на Правобережжі, рідко на Лівобережжі (Лубни, Харків), у Криму.